# Walter & Frank – Ein schräges Paar
Walter & Frank – Ein schräges Paar ist ein US-amerikanischer Spielfilm aus dem Jahre 1993.

## Handlung
Walter ist ein alleinstehender kubanischer Friseur, der sein Rentnerdasein in Florida fristet. Frank, ein ehemaliger Seemann, wurde von seinem Sohn in eine Rentnerappartementanlage, die von der resoluten Helen Cooney geführt wird, abgeschoben. Es ist Juli und sehr heiß. Die Klimaanlage in Franks Wohnraum funktioniert nicht und er sucht Abkühlung im klimatisierten Kino, wo er sich mit der alleinstehenden Dame Georgia die Nachmittagsvorstellungen anschaut. In einem Park am Meer trifft er Walter, der dort Kreuzworträtsel löst. Frank ist ein ungehobelter, lärmender, einsamer Mann, der jedem ungefragt seine Anekdote erzählt, wie er 1938 als junger Kapitän Ernest Hemingway bei einem Ringkampf auf Puerto Rico bezwungen hat. Walter ist ein eleganter alter Herr, der niemals flucht und die junge Kellnerin Elaine verehrt. Walter und Frank sind völlig unterschiedliche alte Menschen, die sich dennoch in ihrer Einsamkeit anfreunden. Walter nimmt Frank mit in das Fast-Food-Lokal, in dem Elaine bedient. Frank nimmt Walter auf seinem Tandem mit, um das Feuerwerk zum 4. Juli, dem Unabhängigkeitstag Amerikas, zu bewundern.
Walter war nie verheiratet und Frank prahlt mit seinen Frauengeschichten, die er vorgibt immer noch zu haben. Während Walter allein zu Hause tanzt und sich auf das alljährliche Tanzfest vorbereitet, erträumt sich Frank seine letzten Frauenabenteuer. Das Alter setzt beiden auf unterschiedliche Weise zu. Für Walter bricht eine Welt zusammen, als er erfährt, dass seine geliebte Elaine heiraten wird und umzieht. Über das Abschiedsgeschenk für Elaine kommt es zum Streit zwischen Walter und Frank. Beide werden sich nun bewusst, wie wichtig Freunde im Leben sind und dass beide nie im Leben wirkliche Freunde besessen haben. Zur Versöhnung arrangiert Frank für Walter die Möglichkeit, sich noch einmal mit Elaine zu treffen, um sich zu verabschieden. Walter hatte sich erträumt, mit Elaine zum Tanzfest zu gehen, findet sich aber mit ihren Heiratsplänen ab und hinterlässt auf dem Tisch sein Abschiedsgeschenk. Um sich mit Frank zu versöhnen, lädt er den alten Seemann zum Tanzfest ein. Als er ihn aus seiner Wohnung abholen will, finden er und die Hauswirtin Helen Frank friedlich entschlafen. Walter geht allein zum Tanzfest.

## Kritiken
„Ein einfühlsames Porträt zweier Pensionäre, die noch eine Menge draufhaben.“

„Ein Film, der zwei Vollblutschauspielern dankbare Rollen bietet und trotz vieler Klischeesituationen ein einfühlsames Porträt im Alter isolierter Menschen vermittelt.“